# Drepanosticta brownelli
Drepanosticta brownelli är en trollsländeart som först beskrevs av Tinkham 1938.  Drepanosticta brownelli ingår i släktet Drepanosticta och familjen Platystictidae. IUCN kategoriserar arten globalt som nära hotad. Inga underarter finns listade i Catalogue of Life.